# Savage 2: A Tortured Soul
Savage 2: A Tortured Soul est un jeu vidéo combinant les éléments d'un FPS, de Stratégie et d'action-RPG. Le jeu est développé et édité par S2 Games en juillet 2008 et sorti sur Steam,. Il s'agit de la suite de Savage: The Battle for Newerth.

## Accueil
| Savage 2: A Tortured Soul |      |       |
| Média                     | Pays | Notes |
| Jeuxvideo.com             | FR   | 15/20 |